# Paul Dana
Paul Dana (St. Louis (Missouri), 15 april 1975 - Miami, 26 maart 2006) was een Amerikaanse autocoureur. Hij verongelukte tijdens de training voor de Grote Prijs van Miami van het Amerikaanse Indycar-kampioenschap op de Homestead-Miami Speedway na een crash met Ed Carpenter. Hij was tevens sportjournalist, voor onder andere het magazine Sports Illustrated.
Nadat Dana op amateurniveau zijn eerste wedstrijden in 1996 won op de Bridgestone Racing School in Ontario vertrok hij in 1998 naar Indianapolis om aldaar in de Barber Dodge Pro Series te racen. Toen hij dat seizoen in de top 20 wist te eindigen, mocht hij uitkomen voor de strijd om het Formula Dodge National Championship. Daarna reed hij in de Infiniti Pro Series, waar hij één race wist te winnen en de tweede plaats in het algemeen klassement van 2004 wist te behalen. Mede dankzij deze prestaties kreeg hij sponsoraanbiedingen en maakte hij de overstap naar de Indycar.
Na deelgenomen te hebben aan drie Indycar-races blesseerde hij zich bij een crash in de voorbereiding op de Indianapolis 500 van 2005 en miste daardoor de rest van het seizoen: hij werd vervangen door Jimmy Kite. Nadat hij hersteld was van zijn blessures keerde hij terug in de Indycar en ging hij rijden voor Rahal Letterman Racing, het team van presentator David Letterman.
In de proefrit voorafgaand aan de eerste race van het seizoen op de Homestead-Miami Speedway kwam hij echter in aanraking met de bolide van Ed Carpenter, die even daarvoor een lekke band gekregen had. De auto van Dana raakte de muur en gleed naar het onderste gedeelte van de baan. 
Metingen wezen uit dat Dana's auto de auto van Carpenter met zo'n 176 mijl per uur raakte, een ongewoon hoge snelheid voor een coureur die wist dat er een gele vlag wapperde. Hij werd nog overgebracht naar het Jackson Memorial Hospital, waar hij echter niet lang daarna bezweek aan zijn opgelopen verwondingen. Dana werd 30 jaar oud en liet zijn vrouw Tonya achter.
Na Dana's dood reden zijn teamgenoten Buddy Rice en Danica Patrick niet mee in de Toyota Indy 300 die op hetzelfde circuit verreden werd. Teameigenaar David Letterman verkondigde live op televisie zijn condoleances aan de nabestaanden in een emotionele toespraak.